# Thomas Savery
Thomas Savery [θómas séjveri], angleški inženir in izumitelj, * okoli 1650, veleposestvo Shilstone pri Modburyju, grofija Devon, Anglija, † maj 1715, London, Anglija.

## Življenje in delo
Thomas Savery se je v začetku ukvarjal predvsem s tehniko in strojegradnjo za uporabo v mornarici. Izdelal je enega zgodnjih lopatnih koles. Nato se je začel zanimati za črpalne stroje.
2. julija 1698 je patentiral zgodnjo obliko parnega stroja. Podrobnosti o stroju je objavil leta 1702 v knjigi Rudarski prijatelj (Miner's Friend). Tu je trdil, da bi bilo moč s takšnim strojem črpati vodo iz rudnikov. Saveryjeva črpalka ni imela bata, temveč je za dvigovanje vode uporabljala kombinacijo zračnega tlaka in tlaka stisnjene vodne pare. Delovanje zračnega tlaka je bilo za dvig vodnega stolpca omejeno na približno 30 čevljev (9,1 m). Učinkovitost črpalke bi bilo moč izboljšati na 50 čevljev (15,2 m) z uporabo parnega tlaka, vendar je ta tlak vršil dodatni tlak na kotel, kar je onemogočilo izboljšavo. Stroj tako ni bil sposoben dvigati vodo iz globine rudnika. Edine znane delovne inačice so uporabili za črpanje vode pri vodni oskrbi Londona.
Savery je leta 1712 začel poslovno sodelovati s Thomasom Newcomnom pri razvoju Newcomnove izboljšane različice parnega stroja. Ta je deloval le na zračni tlak in se je tako izognil nevarnostim visokega parnega tlaka in je uporabljal tudi batno izvedbo, ki jo je leta 1690 izumil Francoz Denis Papin, s čimer je bil izumljen prvi parni stroj, ki je bil sposoben črpati vodo iz globokih rudnikov.